# العمارة المعاصرة في أثينا
ازدهرت العمارة المعاصرة في أثينا خلال فترتين زمنيتين، الأولى بين عامي 1930 و1940 والثانية بين 1950 و1975. تأثر المعماريون اليونانيون بالحركة الأوروبية المعاصرة التي قادها لو كوربوزييه وغيره من المعماريين، وحاولوا تكييف هذه المبادئ في الممارسة اليونانية. مع ذلك، فإن المحافظة كانت في كثير من الأحيان عاملًا معوقًا وعادت ما بنيت المباني المستوحاة من الكلاسيكية ومن الأسلوب المعاصر خلال نفس الفترة الزمنية.

## مقدمة

### البوليكاتويكيا (المساكن المشتركة)
يستخدم مصطلح πολυκατοικία (بوليكاتويكيا، المعنى الحرفي: «السكن المتعدد») في اللغة اليونانية للإشارة إلى مبنى الشقق السكنية. بني أحد المباني السكنية الأولى، إن لم يكن الأول، في أثينا بين عامي 1918 و1919 من قبل المعماري ألكسندروس ميتاكساس بأسلوب انتقائي لبيتروس جياناروس في شارعي فيليلينون وأوثونوس، بجوار ساحة سنتغما. نظرًا لأن هذا المبنى كان من بين أوائل المباني التي شيدت باستخدام الخرسانة المسلحة، فقد كان على نحو غير متوقع أعلى بشكل غير متماثل من المباني المجاورة. أدى ذلك إلى رد فعل غاضب ومرسومين ملكيين، أحدهما في عام 1919 والآخر في عام 1922، حددا ارتفاع المباني وفقًا لعرض الشارع المبنية فيه مع 26 م كارتفاع أقصى في الشوارع الواسعة.
خلقت التغيرات التي حدثت في المجتمع اليوناني بعد هزيمة اليونان خلال الحرب اليونانية التركية بين عامي 1919- 1922، والتبادل السكاني الذي أعقب ذلك بين اليونان وتركيا، احتياجات سكنية مختلفة للسكان، كشفت عن مدى أهمية قطاع البناء بالنسبة للاقتصاد اليوناني وأثرت نتيجة لذلك، على الإطار القانوني للبوليكاتويكيا.
وقعت في عام 1929، قوانين مهمة بشأن المباني السكنية. مكن القانون الخاص «بالعقار الأفقي» العديد من المالكين من امتلاك مبنى سكني واحد، من خلال امتلاك كل منهم لوحدة سكنية واحدة أو أكثر. من الناحية النظرية، كل شقة سكنية تتوافق مع نسبة مئوية من قطعة الأرض الأصلية. كان التأثير الأكثر أهمية لهذا القانون هو ممارسة «αντιπαροχή» (أنتيباروشي، بشكل حرفي «عرض في المقابل»). من خلال أنتيباروشي، يوقع صاحب قطعة الأرض الذي لا يمكنه تحمل تكلفة إنشاء مبنى سكني بمفرده، عقدًا مع شركة بناء تكون المسؤولة عن إنشاء المبنى السكني مع احتفاظ المالك بملكية أكبر عدد من الشقق السكنية مثلما يكون موضحًا في العقد. كانت ممارسة الأنتيباروشي محدودة خلال فترة ما بين الحربين، إذ كان بناء معظم المباني السكنية يمول من قبل المالكين الأصليين للأرض، ولكنها أصبحت الطريقة الأكثر شيوعًا لتمويل بناء الوحدات السكنية منذ خمسينيات القرن العشرين فصاعدًا.
في وقت لاحق من عام 1929، دخلت أول لائحة عامة للمباني حيز التنفيذ. الأهم من ذلك، لم يقتصر الأمر على تنظيم ارتفاع ومساحة المباني، بل قدمت أيضًا الابتكارات التي جاء استخدامها لتوصيف الأسلوب الحديث للمباني في ذلك العصر، مثل نوافذ المدة والنوافذ ذات الشباك المعدني مثلما هي معروفة في اليونانية بناء على المصطلح الألماني.

### المحافظة بين 1900 و1930
خلال العقدين الأولين من القرن العشرين، فشلت الهندسة المعمارية اليونانية باتباع الاتجاهات الدولية، وخاصة الآرت نوفو (فن جديد) وبدرجة أقل الآرت ديكو أو لإنتاج أسلوب معماري مع ميزات متسقة يمكن أن تكون خلفًا للكلاسيكية الجديدة اليونانية. نتيجة لذلك، فإن المباني في أثينا التي يمكن وصفها بأنها «الآرت نوفو» نادرة، يجب أن تؤخذ التغيرات المضطربة والحالة الاقتصادية السيئة للمجتمع اليوناني في الاعتبار عند دراسة هذه الفترة. كان معظم المعماريين الذين أنشأوا مبان في تلك الفترة في أثينا، من المحافظين وتأخروا في تبني أساليب أوروبية غير كلاسيكية أخرى، وغالبًا ما كانوا يغيرونها ويخلطونها مع الزخارف الكلاسيكية لخلق أسلوب انتقائي.
خلال الجزء الأخير من هذه الفترة وتحت تأثير عمل أناستازيوس ميتاكساس (1862- 1937)، بنيت معظم المباني العامة بالأسلوب «الكلاسيكي المبسط» على غرار «الكلاسيكية المجردة». تشمل هذه المباني الزخرفة التقليدية وإن كان بدرجة أقل بكثير، وأصبحت زخرفة فن الآرت ديكو أكثر شيوعًا. هذه المباني، بواجهتها المهيبة التي تنبثق عنها العظمة والتقشف. أهم مبنى لهذا الأسلوب هو بنك اليونان في شارع بانبيستيميو بين عامي 1933 و1938، بناه فريق من المعماريين بقيادة نيكولاس زومبولديس وكيمون لاسكاريس وكونستانتينوس باباداكيس. على الرغم من زخرفته القليلة نسبيًا، فإن كل زخرفة فيه هي كلاسيكية في الأسلوب وتذكرنا بالبرلمان اليوناني الذي صمم في عام 1834. من المباني الأخرى كلية أثينا للاقتصاد والأعمال في شارع باتيسيون التي صممها في عام 1926 أناستازيوس ميتاكساس، ومكتب المحاسبة العامة في اليونان في شارع بانتيبيستيمو الذي صممه إيمانويل لازاريديس ويتضمن عناصر من أسلوب الآرت ديكو.